# Disa tripetaloides
Disa tripetaloides är en orkidéart som först beskrevs av Carl von Linné d.y., och fick sitt nu gällande namn av Nicholas Edward Brown. Disa tripetaloides ingår i släktet Disa och familjen orkidéer. Inga underarter finns listade i Catalogue of Life.

## Bildgalleri

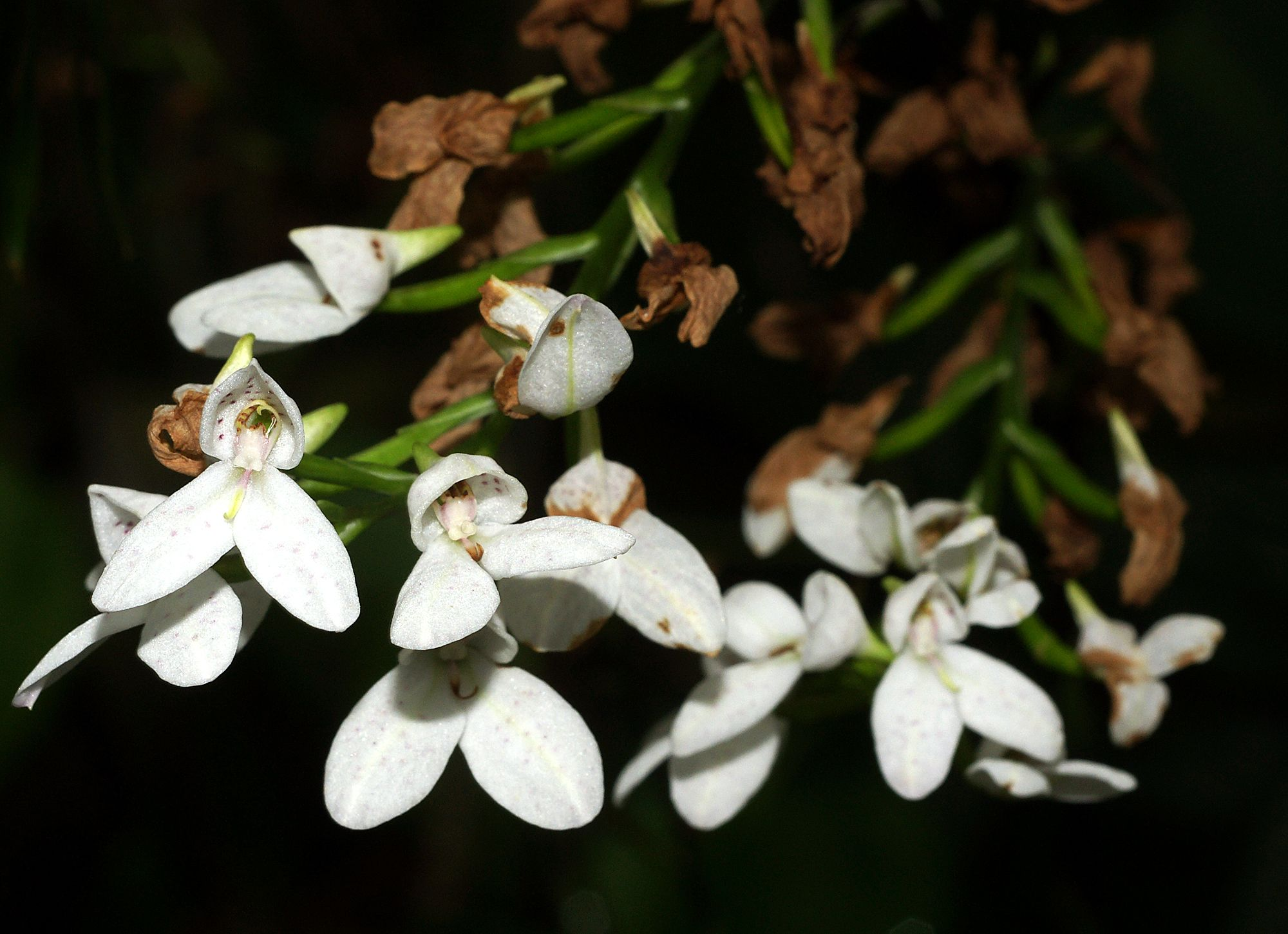
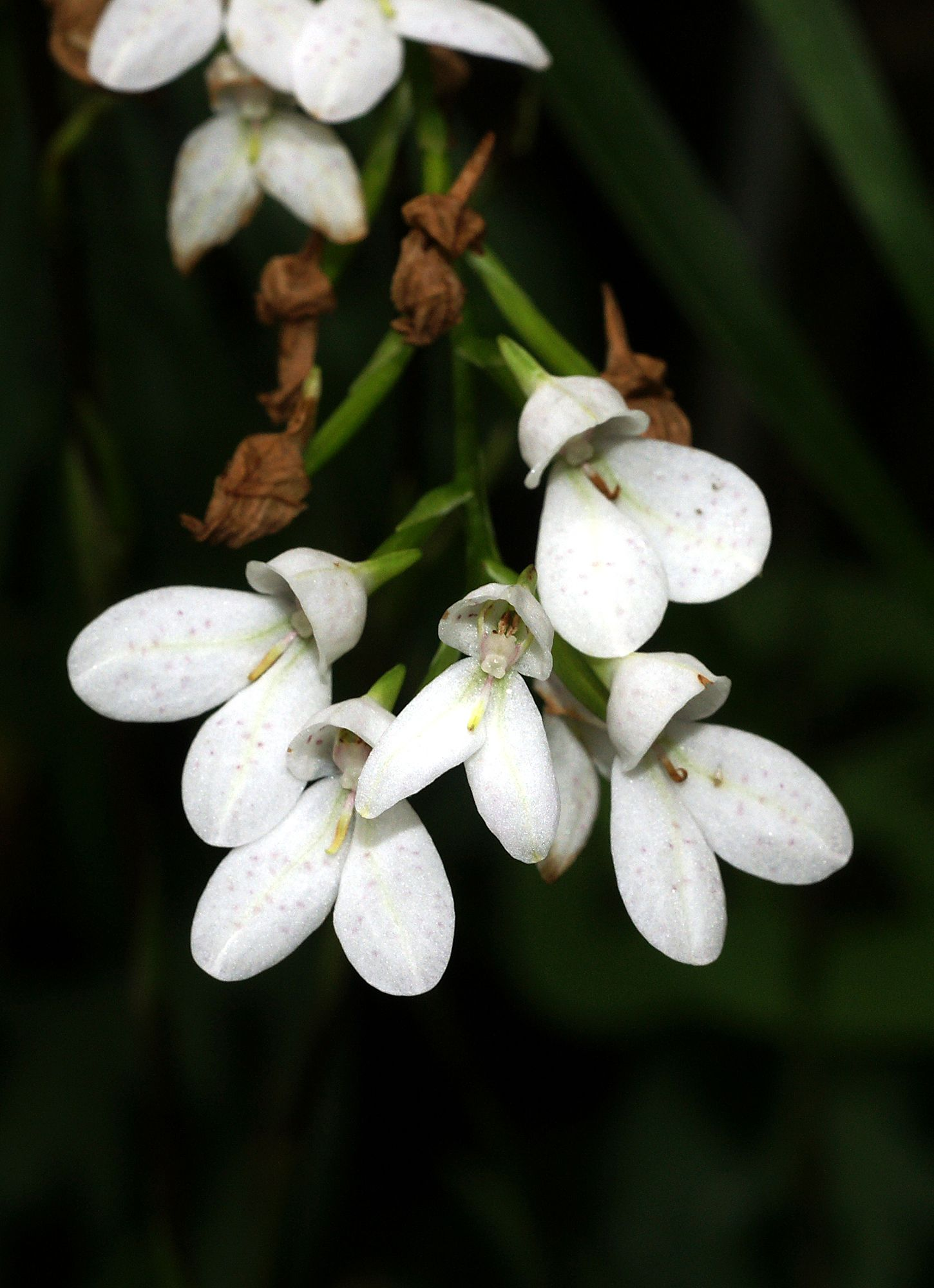
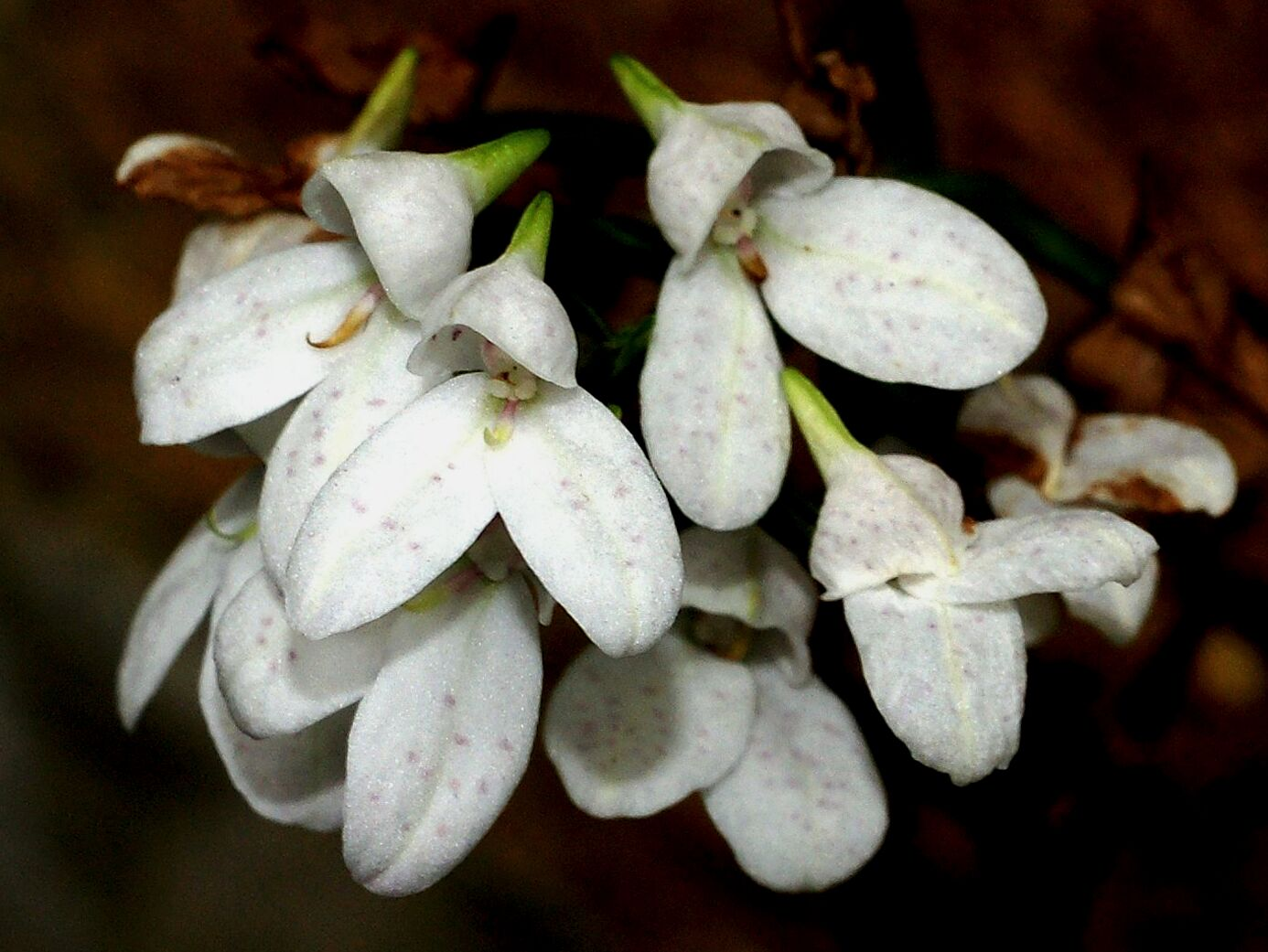
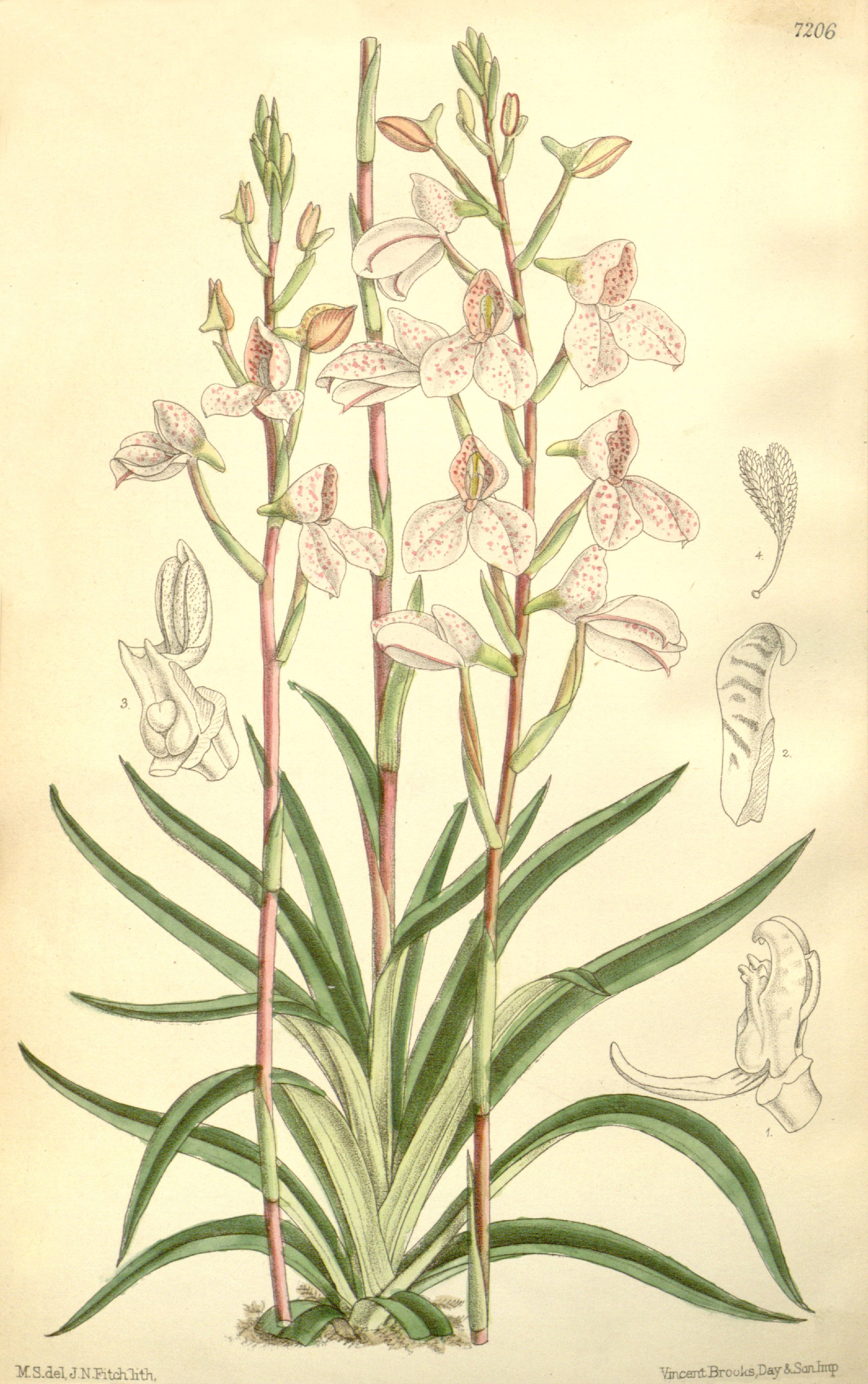